# Рапат (гора)
Рапат, Рапаттау, Рапат тау (баш. Рапат тауы), Куркэбил — гора, Баймакский район, село Темясово.

## Этимология
Рапаттау от арабского рабат `укреплённый пункт, небольшой город` и тау `гора` с афф. -ы.
Известна другая версия происхождения названия горы. Башкирский ученый З. Г. Аминев предложил такое объяснение:

У дороги «Куныр буга» расположен большой башкирский аул Темяс (Баймакский район РБ). Рядом с этим аулом находится довольно высокая гора, которую местные башкиры называют «Рапат», что в переводе с арабского языка означает «место, где останавливаются для отдыха караваны». Если учесть, что недалеко от аула Темяс проходит караванная дорога «Куныр буга», то вполне можно допустить, что у этой горы останавливались караваны для отдыха. Думается, именно расположением Темяса на караванной дороге объясняется тот факт, что там до Октябрьской революции проходили довольно крупные ярмарки, куда съезжались торговые люди не только из разных концов Башкирии, но и из дальних краев. Сейчас по некоторой части этой древней дороги проходит дорога из г. Баймака в сторону г. Белорецка.— http://www.urgaza.ru/kms_catalog+stat+nums-97+cat_id-7+page-1.html
Минхылыу Губайтовна Усманова подчеркивает связь названия горы с другим Рапатом:
«В Чекмагушевском р-не есть село, рч. под названием Рапат».

## География
У горы расположен стадион «Сакмар», расположенный у подножья горы Рапат, на берегу реки Сакмар, где проходят башкирские национальные праздники.
Юрий Узиков в статье «Мелодии сердца композитора Муртазина» об уроженце села Темяс Рауфе Ахметовиче Муртазине писал:

С высокой горы Рапат, которая возвышается над Темясово, как на ладони, видна панорама села.— http://old.bashvest.ru/showinf.php?id=5770

## Археологические находки
На горе обнаружены археологические артефакты (Темясовское местонахождение)
«На южном склоне горы Рапат, в 70 м от слияния рек Шырды и Сакмары, на правом высоком берегу Сакмары были собраны кремнёвые пластины, отщепы и одна трапеция. Берег на этом участке интенсивно разрушается рекой».